# Charles Jacquinot
Charles Hector Jacquinot (Nevers, 4 marzo 1796 – Tolone, 17 novembre 1879) è stato un ammiraglio e generale francese, meglio noto per la sua partecipazione alle prime spedizioni artiche francesi.

## Biografia
Jacquinot naque nel 1796 a Nevers e iniziò la sua carriera prestando servizio con Jules Dumont d'Urville nel Mar Mediterraneo e come guardiamarina durante ua circumnavigazione scientifica tra il 1822 e il 1825 guidata da Louis-Isidore Duperrey a bordo della Coquille. Tra il 1826 e il 1829 salpò nuovamente con d'Urville, questa volta sull'Astrolabe (ribattezzata Coquille), in una circumnavigazione che toccò la Nuova Zelanda, Tonga, Fiji e altre isole dell'Oceano Pacifico, partecipando inoltre al recupero delle reliquie della spedizione scomparsa di Jean-François de La Pérouse nelle Isole Santa Cruz. Per questo viaggio fu insignito della Croce d'Onore.
Durante la seconda spedizione guidata da d'Urville dal 1837 al 1840 fu comandante della corvetta di spedizione Zelée, sulla quale suo fratello minore, Honoré Jacquinot, prestò servizio come chirurgo e naturalista e suo cugino Charles Thanaron come sottotenente. Le navi partirono da Tolone nel settembre 1837 per una missione di ispezione dello Stretto di Magellano, e poi si diressero verso il Mare di Weddell. Dopo la morte di d'Urville scrisse e curò gran parte del volume 24 Voyage au Pole Sud et dans Oceane, il resoconto ufficiale della spedizione, lavorando insieme a Clément Adrien Vincendon-Dumoulin.
Jacquinot fu infine nominato vice ammiraglio e fu al comando del Pireo, in Grecia, dal 1854 al 1855, durante la guerra di Crimea. Per questo fu insignito dell'Ordine del Salvatore. Morì poco dopo il ritiro nel 1879. Secondo le testimonianze chiese di essere sepolto senza gli onori militari.
Il monte Jacquinot è stato intitolato così in suo onore da parte di d'Urville.